# Максимальна посадкова маса
Максимальна посадкова маса (МПМ) є найбільшою масою повітряного судна, з якою відповідно до конструктивних чи експлуатаційних обмежень останнього, дозволяється виконати посадку. 
Чинники, що можуть привести до зменшення поточної посадкової маси до рівня, нижчого за максимальну, такі:
- Польотні якості повітряного судна за даної висоти та температури:

- вимоги до довжини пробігу по ЗПС,
- вимоги по набору висоти при здійсненні підходу та посадки

- Вимоги по зменшенню шумів

Якщо політ нетривалий (наприклад, аварійна ситуація після зльоту), може знадобитися процедура скидання палива для зменшення посадкової маси.
Якщо мала місце посадка з перевантаженням (посадка з перевищенням МПМ), перш ніж буде проведена наступна операція зльоту-посадки, необхідно провести детальну інспекцію чи оцінку навантаження в зоні приземлення на випадок виявлення пошкоджень.